# Спалити Хром
«Спалити Хром» (англ. Burning Chrome) — оповідання американо-канадського письменника-фантаста Вільям Ґібсона. Вперше опубліковане у журналі «Omni» в 1982 році. Увійшло в однойменну збірку автора «Спалити Хром» 1986 року. Оповідання було номіновано на премію «Неб'юла» у 1983 році.

## Головні герої
- Джек — оповідач, партнер і друг Боббі, ветеран американо-радянської війни, а тепер спеціаліст із електроніки та програмного забезпечення. Через нещасний випадок із дельтапланом, носить протез правої руки.
- Боббі Квайн — партнер та друг Джека, хакер, створює програму для злому Хром.
- Ріккі — дівчина Боббі, цікавиться кіберпростором та технікою для входження у нього.
- Хром — злочинець, учасник банди «Пацанів», який володіє «Домом блакитного сяйва».
- Фінн — старий друг Джека, який продав йому російське програмне забезпечення для злому.

## Сюжет
Хакер Боббі планує зламати комп'ютерну мережу авторитетного злочинця на ім'я Хром, аби заробити грошей і справити враження на свою дівчину Ріккі. Він звертається за допомогою до свого друга Джека, котрий неохоче погоджується. Він летить до Нью-Йорку у «Метро Голографікс» до свого старого друга Фінна. Той нелегально продає йому російську програму, на перший погляд схожу на модуль військової програми.
За час підготовки до кібератаки Джек закохується у Ріккі. Одного разу, сидячи у кав'ярні, вона каже йому, що дуже хоче зробити операцію зі заміни бурштиново-карих очей на блакитні «Цайсс Айкони», як у Теллі Айшем, дівчині з журналу. Однак це було дуже дорого.
Джек зламує мережу, обходячи всі пастки, розставлені проти хакерів, і переводить гроші з неї підставній фірмі. Однак потім він з'ясовує, що Ріккі працювала у борделі «Дім блакитного сяйва», котрим володіє Хром. За зароблені гроші Джек купує їй квиток до японського Тіба-Сіті туди й назад, щоби Ріккі зробила омріяну операцію. Він надіється на її повернення, але з часом розуміє, що цього не станеться.